# Caldarola
Caldarola ist eine italienische Gemeinde (comune) mit 1603 Einwohnern (Stand 31. Dezember 2023) in der Provinz Macerata in den Marken. Die Gemeinde liegt etwa 19 Kilometer westsüdwestlich von Macerata. Der Chienti liegt im Norden. Caldarola gehört zur Comunità montana dei Monti Azzurri.

## Geschichte
Caldarola entstand als ein ländliches Dorf irgendwann vor dem 9.–10. Jahrhundert. 1434 wurde die Unabhängigkeit in einer Bulle von Papst Eugen IV. (1434) verankert. Die Blütezeit des seinerzeit aufstrebenden Ortes gipfelte im 16. Jahrhundert.
Während der intensiven Stadtsanierungen unter Papst Sixtus V. (1585–1590) machte sich besonders Giovanni Evangelista Pallotta um die Neugestaltung von Caldarola mit der Entwicklung eines weitreichenden Bebauungsplans verdient. So wurde im mittelalterlichen Zentrum eine große Piazza geschaffen, ein Kardinalspalast erbaut, sowie die Stiftskirche von San Martino und die Wallfahrtskirche Unserer Lieben Frau vom Berg gestaltet.

## Ortsbild
Das Ortsbild ist geprägt durch das Castello Pallotta (ursprünglich 9. Jahrhundert, Neuaufbau im 16. Jahrhundert) und den Pallotta-Palast (16. Jahrhundert).

## Verkehr
Die Strada Statale 77 della Val di Chienti von Foligno nach Civitanova Marche bildet die nördliche Grenze der Gemeinde.

## Persönlichkeiten
- Giovanni Evangelista Pallotta (1548–1620), Kardinal
- Giovanni Battista Maria Pallotta (1594–1668), Kardinal
- Guglielmo Pallotta (1727–1795), Kardinal